# UpToDate
UpToDate, Inc.（bip）是威科集團的 Wolters Kluwer Health部門下的公司，其主要產品是UpToDate，是可以提供照護點醫療資訊的軟體系統。也在中國大陸推出了UpToDate 臨床顧問服務。
UpToDate系統將自身定位成以實證為基礎的臨床資源，其中集合了許多醫學及病患資訊、可以存取Lexi-comp的藥品monographs、藥品和藥品、藥品和草藥以及草藥和草藥之間的交互作用資訊，以及許多的醫學計算器。UpToDate是由超過5,700名醫師作者、編輯及同行評審者合作而成，可以透過網路取得，也可以離線用個人電腦或是行動電話存取，需要訂閱才能存取到完整的資訊。
UpToDate公司是在1992年由Burton D. Rose醫師和Joseph Rush醫師在Rose醫師的家外面所創立，一開始是由腎臟科開始，後來加入了二十個專科，也有些仍在開發中。
UpToDate的文章經過匿名同行評審，而且規定作者要摘露和條目有關的利益衝突。2014年有一篇《Journal of Medical Ethics》上的論文，仔細的審查了六篇在UpToDate及DynaMed上的論文，這些論文著重在品牌藥的主要治療方式。作者發現在UpToDate上論文的作者是該藥品製造商的顧問，或是有接受該藥品製造商的研究經費贊助或是演講費。

## 存取權限
UpToDate需要訂閱才要取得完整的服務，2014年時年費為美金495元。UpToDate在基督城地震後曾開放紐西蘭的免費存取，在2010年海地地震後以及2015年尼泊爾地震後也曾開放當地的的免費存取。哈佛大學的Global Health Delivery Project針對在美國以外，提供UpToDate存取給那些針對貧窮者或是醫療資源不足地區進行醫療服務的醫療機構。

## 外部連結
- UpToDate網站 （页面存档备份，存于）